# Elizabeth Wilson
Elizabeth Welter Wilson, född 4 april 1921 i Grand Rapids i Michigan, död 9 maj 2015 i New Haven i Connecticut, var en amerikansk skådespelare.
Efter high school flyttade Wilson till New York och studerade med Sanford Meisner vid Neighborhood Playhouse. 1953 debuterade hon på Broadway i Picnic. Den sista Broadwayrollen kom 1999 i Waiting in the Wings.
Bland hennes mer uppmärksammade roller finns den som Dustin Hoffmans mor i Mandomsprovet (1967) och som Roz i 9 till 5 (1980). Efter rollen i Mandomsprovet spelade hon i ytterligare tre av Mike Nichols filmer samt en pjäs. Wilsons sista film blev Hyde Park on Hudson (2012).
1972 vann hon en Tony Award för sin roll i David Rabes Sticks and Bones. 1987 nominerades hon till en Emmy Award för sin roll i miniserien Nutcracker: Money, Madness and Murder.

## Filmografi i urval
- 1955 – Utflykt i det gröna
- 1958 – Gudinnan
- 1958 – Kärlekstunneln
- 1959 – Korsdrag i paradiset
- 1963 – Ett väntande barn
- 1963 – Fåglarna
- 1963–1964 – East Side/West Side (TV-serie)
- 1967 – Mandomsprovet
- 1970 – Ogift blir gift
- 1971 – Små, små mord
- 1973 – The Lie
- 1975 – Snacka om trubbel
- 1975–1976 – Doc (TV-serie)
- 1980 – 9 till 5
- 1981 – Hjälp, jag krymper!
- 1984 – Grace Quigley
- 1986 – Den hemska sanningen
- 1987 – De sju makterna
- 1991 – Familjen Addams
- 1991 – Fallet Henry
- 1993 – Familjen Witting
- 1993 – Queen
- 1994 – Quiz Show
- 1994 – Nobody's Fool
- 1994 – Bitter Blood
- 2012 – Hyde Park on Hudson